# Fürstenwalde
Fürstenwalde je mesto v okrožju Oder-Spree, ki je del nemške države Brandenburg. Mesto, ki je bilo prvič omenjeno leta 1272, se nahaja ob reki Spree, 55 km vzhodno od Berlina.